# Scott Mitchell
Pour les articles homonymes, voir Mitchell.
Scott Mitchell, nom de plume de Lionel Godfrey, né le 26 avril 1932 à Mansfield, dans le Nottinghamshire, et mort le 13 mai 1980, est un écrivain britannique, auteur de roman policier et de trois biographies de stars de cinéma.

## Biographie
Après des études à l'université de Fribourg-en-Brisgau et à l'université de Nottingham, il obtient son diplôme de bachelier ès arts en 1954.
Il devient écrivain professionnel en 1963, grâce à la parution de son premier roman, Sables Spell Trouble, « une affectueuse parodie des films de gangsters des années 1940 », où apparaît pour la première fois Brock Devlin, un détective privé de Los Angeles qui revient dans une série de quatorze romans. Brock Devlin n'est pas sans rappeler Philip Marlowe, le héros de Raymond Chandler, dont Scott Mitchell est un admirateur. De 1972 à 1976, sous le pseudonyme de Elliot Kennedy, il publie six autres romans.
Collaborateur pour diverses revues de cinéma, dont Film and Filming, il fait paraître sous son nom trois biographies d'acteurs : Errol Flynn, Paul Newman et Cary Grant.

## Œuvre

### Romans

#### SérieBrock Devlin
- Sables Spell Trouble (1963)
- Some Dames Play Rough (1963)
- Deadly Persuasion (1964)
- The Lonely Shroud (1964)
- Sweet Death (1967)
- Double Bluff (1968)
- A Knife-Edged Thing (1969) Publié en français sous le titre Enterrez les calumets !, traduit par Janine Hérisson, Paris, Gallimard, Série noire no 1521, 1972  (ISBN 2-07-048521-8)
- A Haven for the Damned (1971)
- Rage in Babylon (1972) Publié en français sous le titre Furie à Babylone, traduit par Marcel Frère, Paris, Gallimard, Série noire no 1607, 1973  (ISBN 2-07-048607-9)
- You’ll Never Get to Heaven (1972)
- The Girl in the Wet-Look Bikini (1973) Publié en français sous le titre Cinépolar, traduit par Madeleine Charvet, Paris, Gallimard, Série noire no 1652, 1974  (ISBN 2-07-048652-4)
- Nice Guys Don’t Win (1974)
- Death’s Busy Crossroads (1975)
- Obsession (1976) Publié en français sous le titre Treize mille dollars, traduit par Florian Robinet, Paris, Librairie des Champs-Élysées, Le Masque no 1515, 1978  (ISBN 2-7024-0719-6)

#### Autres romans
- Dead on Arrival (1974)
- Over My Dead Body (1974)

#### Romans signés Elliot Kennedy
- The Big Loser (1972)
- Bullets Are Final (1973)
- That Fatal Feeling (1974)
- Never Say Dead (1974)
- The Dead Sleep Late (1975)
- No Love in a Bullet (1976)

### Biographies signées Lionel Godfrey
- Life and Crimes of Errol Flynn (1977)
- Paul Newman, Superstar : A Critical Biography (1978)
- Cary Grant : The Light Touch (1981)

## Sources
- Claude Mesplède (dir.), Dictionnaire des littératures policières, vol. 2 : J - Z, Nantes, Joseph K, coll. « Temps noir », 2007, 1086 p. (ISBN 978-2-910686-45-1, OCLC 315873361), p. 370.
- Claude Mesplède, Les Années "Série noire" bibliographie critique d'une collection policière, t. 4 : 1972-1982, Amiens, Encrage, coll. « Travaux » (no 25), 1995, 318 p. (ISBN 978-2-906389-63-2).
- Jacques Baudou et Jean-Jacques Schleret, Le Vrai Visage du Masque, vol. 1, Paris, Futuropolis, 1984, 476 p. (OCLC 311506692), p. 309-310.